# Bedic
Bedic ist eine osttimoresische Aldeia. Sie liegt im Norden des Sucos Acadiru Hun (Verwaltungsamt Nain Feto, Gemeinde Dili). In Bedic leben 1280 Menschen (2015).

## Lage und Einrichtungen
Nördlich der Rua 30 de Agosto liegt der Suco Bidau Lecidere. Im Osten befindet sich jenseits des Flusses Mota Bidau der Suco Bidau Santana, südlich der Rua de Ai-Lele Hun die Aldeia Nu'u Badac und westlich der Rua de Bé-Mori der Suco Gricenfor.
Die Christliche Grundschule Bidau Acadiru Hun befindet sich im Osten der Aldeia. Die Kirche Bethel an der Rua de Ai-Lele Hun.